# Richard Henry Brunton

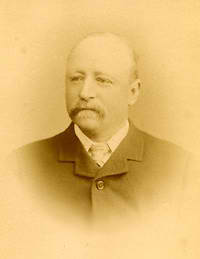
Richard Henry Brunton

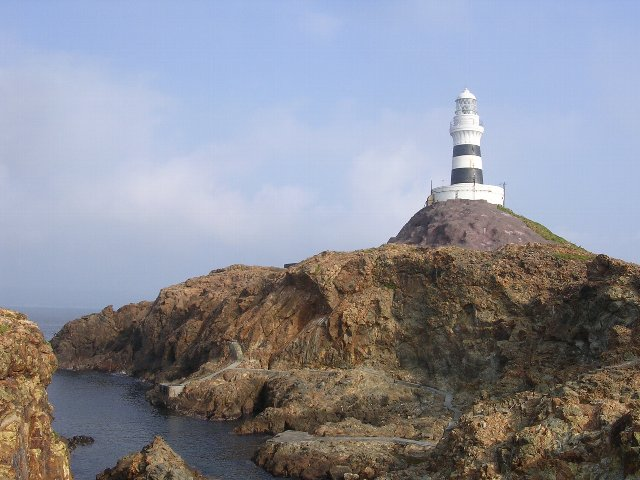
Leuchtturm von Mikromotojima

Richard Henry Brunton (geboren 26. Dezember 1841 in Schottland; gestorben 24. April 1901) war ein britischer Ingenieur, der als „Vater der japanischen Leuchttürme“ in die Geschichte eingegangen ist.

## Leben und Werk
Richard Henry Brunton arbeitete von 1868 bis 1876 in Japan. Der Diplomat Harry Smith Parkes, von 1865 bis 1883 als Botschafter in Japan tätig, bestand darauf, dass Japan seine Verpflichtungen aus den Ansei-Verträgen nachkommen und seine Häfen und Wasserwege dorthin sicher für Navigation machen sollte. Daraufhin engagierte die japanische Regierung das schottische Leuchtturm-Unternehmen „D. und T. Stevenson“ mit der Aufgabe, die Wasserwege zu kartieren und dann Leuchttürme zu bauen.
Brunton leitete das Projekt und setzte die Arbeit, die von dem französischen Ingenieur Léonce Verny begonnen worden war, im großen Maßstab fort. Er errichtete insgesamt 34 Leuchttürme, vermaß die Inlandsee und die Anfahrten zu den wichtigsten Häfen. Ein Meisterwerk von ihm ist der Leuchtturm von Mikromotojima, einem felsigen Vorsprung bei Shimoda. Es ist der älteste erhaltene Leuchtturm Bruntons.

## Liste der von Brunton erbauten japanischen-Leuchttürme
| Deutsch                  | Japanisch    | Präfektur           | Ort         | In Betrieb ab         |
| ------------------------ | ------------ | ------------------- | ----------- | --------------------- |
| Nosappumisaki-Leuchtturm | 納沙布岬灯台 | Präfektur Hokkaidō  | Nemuro      | 1872-08-15            |
| Shiriyazaki-Leuchtturm   | 尻屋埼灯台   | Präfektur Aomori    | Higashidōri | 1876-10-20            |
| Kinkasan-Leuchtturm      | 金華山灯台   | Präfektur Miyagi    | Ishinomaki  | 1876-11-01            |
| Inubōsaki-Leuchtturm     | 犬吠埼燈台   | Präfektur Chiba     | Chōshi      | 1874-11-15            |
| Haneda-Leuchtturm        | 羽田灯台     | Präfektur Tokio     | Ōta         | 1875-03-15 (abgebaut) |
| Tsurugisaki-Leuchtturm   | 剱埼灯台     | Präfektur Kanagawa  | Miura       | 1871-03-01            |
| Mikomotoshima-Leuchtturm | 神子元島灯台 | Präfektur Shizuoka  | Shimoda     | 1870-01-01            |
| Irōzaki-Leuchtturm       | 石廊埼灯台   | Präfektur Shizuoka  | Minamiizu   | 1871-10-05            |
| Omaezaki-Leuchtturm      | 御前埼灯台   | Präfektur Shizuoka  | Omaezaki    | 1874-05-01            |
| Sugashima-Leuchtturm     | 菅島灯台     | Präfektur Mie       | Toba        | 1873-07-01            |
| Anorisaki-Leuchtturm     | 安乗埼灯台   | Präfektur Mie       | Ago         | 1873-04-01            |
| Tenpōzan-Leuchtturm      | 天保山灯台   | Präfektur Osaka     | Minato-ku   | 1872-10-01 (abgebaut) |
| Wadamisaki-Leuchtturm    | 和田岬灯台   | Präfektur Hyōgo     | Kōbe        | 1872-10-01 (abgebaut) |
| Esaki-Leuchtturm         | 江埼燈台     | Präfektur Hyōgo     | Awaji       | 1871-04-27            |
| Kashinozaki-Leuchtturm   | 樫野埼灯台   | Präfektur Wakayama  | Kushimoto   | 1870-07-08            |
| Shionomisaki-Leuchtturm  | 潮岬灯台     | Präfektur Wakayama  | Kushimoto   | 1873-09-15            |
| Tomogashima-Leuchtturm   | 友ヶ島灯台   | Präfektur Wakayama  | Wakayama    | 1872-08-01            |
| Mutsurejima-Leuchtturm   | 六連島灯台   | Präfektur Yamaguchi | Shimonoseki | 1872-01-01            |
| Tsunoshima-Leuchtturm    | 角島灯台     | Präfektur Yamaguchi | Shimonoseki | 1876-03-01            |
| Tsurishima-Leuchtturm    | 釣島灯台     | Präfektur Ehime     | Matsuyama   | 1873-06-15            |
| Nabeshima-Leuchtturm     | 鍋島灯台     | Präfektur Kagawa    | Sakaide     | 1872-12-15 (abgebaut) |
| Hesaki-Leuchtturm        | 部埼灯台     | Präfektur Fukuoka   | Kitakyūshū  | 1872-03-01            |
| Shirasu-Leuchtturm       | 白州灯台     | Präfektur Fukuoka   | Kitakyūshū  | 1873-09-01            |
| Eboshijima-Leuchtturm    | 烏帽子島灯台 | Präfektur Fukuoka   | Itoshima    | 1875-08-01            |
| Iojimazaki-Leuchtturm    | 伊王島灯台   | Präfektur Nagasaki  | Nagasaki    | 1871-09-14            |
| Satamisaki-Leuchtturm    | 佐多岬灯台   | Präfektur Kagoshima | Minamiōsumi | 1871-11-02            |